# مدن كوريا الجنوبية الخاصة
المدن الخاصة في كوريا الجنوبية هو نوع من أنواع التقاسيم الإدارية ذات المستوى الأول في كوريا الجنوبية. هناك 8 مدن خاصة من المستوى الأول في كوريا الجنوبية وهي: بوسان، دايجو، دايجون، غوانغجو، انشيون، سيجونغ، سيول وأولسان.

## التسلسل الهرمي
تعتبر المدن الخاصة من التقسيمات الإدارية ذات مرتبة أعلى في كوريا الجنوبية. وهذه المدن لها مكانة متساوية مع المحافظات . وهناك ثلاثة مستويات توضح أنواع المدن ذات المستوى الأول في كوريا الجنوبية.
| نوع المدينة       | هانغل      | هانجا      | RR                | أسماء المدن                                                              | عدد المدن |
| ----------------- | ---------- | ---------- | ----------------- | ------------------------------------------------------------------------ | --------- |
| مدينة خاصة        | 특별시     | 特別市     | teukbyeol-si      | سول                                                                      | 1         |
| مدينة كبرى        | 광역시     | 廣域市     | gwangyeok-si      | بوسان، دايغو، دايجون، غوانغجو، إنتشون (مدينة حاضرة)، ألسان (مدينة حاضرة) | 6         |
| مدينة مستقلة خاصة | 특별자치시 | 特別自治市 | teukbyeoljachi-si | سيجونغ                                                                   | 1         |

## قائمة المدن خاصة
| الاسم   | هانغل          | هانجا          | نوع               | ISO   | عدد السكان | المساحة (كم²) | الكثافة (/كم²) | العاصمة          | المنطقة           | مقاطعة انفصلت عن            | سنة الانفصال |
| ------- | -------------- | -------------- | ----------------- | ----- | ---------- | ------------- | -------------- | ---------------- | ----------------- | --------------------------- | ------------ |
| بوسان   | 부산광역시     | 釜山廣域市     | مدينة كبرى        | KR-26 | 3,574,340  | 766           | 4,666          | Yeonje District  | يونغنام           | غيونغسانغ الجنوبية (مقاطعة) | 1963         |
| دايغو   | 대구광역시     | 大邱廣域市     | مدينة كبرى        | KR-27 | 2,512,604  | 884           | 2,842          | منطقة جونغ       | يونغنام           | غيونغسانغ الشمالية (مقاطعة) | 1981         |
| دايجون  | 대전광역시     | 大田廣域市     | مدينة كبرى        | KR-30 | 1,442,857  | 540           | 2,673          | منطقة سيو        | هوسو              | تشنغتشونغ الجنوبية (مقاطعة) | 1989         |
| غوانغجو | 광주광역시     | 光州廣域市     | مدينة كبرى        | KR-29 | 1,415,953  | 501           | 2,824          | منطقة سيو        | هونام             | جولا الجنوبية (مقاطعة)      | 1986         |
| إنتشون  | 인천광역시     | 仁川廣域市     | مدينة كبرى        | KR-28 | 2,710,579  | 965           | 2,810          | Namdong District | منطقة سول العاصمة | غيونغي (مقاطعة)             | 1981         |
| سيجونغ  | 세종특별자치시 | 世宗特別自治市 | مدينة مستقلة خاصة | KR-50 | 122,263    | 465           | 380            | Hansol-dong      | هوسو              | تشنغتشونغ الجنوبية (مقاطعة) | 2012         |
| سول     | 서울특별시     | 서울特別市     | مدينة خاصة        | KR-11 | 10,464,051 | 605           | 17,288         | منطقة جونغ       | منطقة سول العاصمة | غيونغي (مقاطعة)             | 1946         |
| ألسان   | 울산광역시     | 蔚山廣域市     | مدينة كبرى        | KR-31 | 1,126,879  | 1,056         | 1,030          | منطقة نام        | يونغنام           | غيونغسانغ الجنوبية (مقاطعة) | 1997         |